# Porky's Pastry Pirates
Porky's Pastry Pirates est un cartoon, réalisé par Friz Freleng et sorti en 1942, qui met en scène Porky Pig.